# 韓国栄
韓 国栄（ハン・グギョン、朝: 한국영、英: Han Kook-Young, 1990年4月19日 - ） は、大韓民国ソウル特別市出身のプロサッカー選手。ポジションはミッドフィールダー。元韓国代表。

## 来歴
1998 FIFAワールドカップでプレーしたジネディーヌ・ジダンのプレーに魅了され、サッカーを始めた。高校卒業時にはサッカー選手を志望していたが、声が掛からず崇実大学校に入学。しかし1年時に湘南ベルマーレからオファーがあり大学を中退。念願のプロサッカー選手となった。

### Jリーグでのキャリア(2010-2014)

#### 湘南ベルマーレ(2010-2013)
湘南加入後は、反町康治監督により守備的ミッドフィールダーにコンバートされ徐々に頭角を現し、ボランチでコンビを組んだ永木亮太と共にレギュラーに定着。日本での活躍が評価され、2012年ロンドンオリンピック韓国代表に選出されたが、直前の練習試合で負傷し、チョン・ウヨンに登録変更になった。リハビリを経てシーズン終盤に復帰し、同年のJ1昇格に貢献した。
2013年、去就に関してヨーロッパでのプレーも選択肢にあったが、「お金とか名誉とかそういうものは確かに重要ですが、よく考えてみたらそれよりも大切なものがあるということに気がつきました。そういう意味では、来年もまたベルマーレでプレーすること以外、考えられませんでした」と契約を更新。引き続きレギュラーとしてリーグ戦30試合に出場したが、チームは16位に終わり、J2降格となった。

#### 柏レイソル(2014)
2014年、前年に続き国内外から多数の移籍オファーを受ける中、ブラジルW杯出場のため日本国内移籍を決意し、J1・柏レイソルへ完全移籍。

### カタールでのキャリア(2014-2017)

#### カタールSC(2014-2016)
2014年8月、カタールSCへ完全移籍。

### Kリーグでのキャリア(2017-)

#### 全北現代モータース(2024-)
2024年6月20日、全北現代モータースへ移籍。

### 韓国代表
2013年3月、2014年 FIFAワールドカップ・アジア最終予選のカタール戦にて、韓国代表に初招集される。同7月、東アジアカップ2013の韓国代表にも選ばれた。2014 FIFAワールドカップ本大会の韓国代表にも選ばれ、グループリーグ3試合に先発出場した。

## 所属クラブ
ユース経歴
- 2002年 一東初等学校
- 2003年 - 2005年 抱川中学校
- 2006年 新葛高等学校
- 2007年 - 2008年 江陵文成高等学校
- 2009年 崇実大学校

プロ経歴
- 2010年 - 2013年 湘南ベルマーレ
- 2014年 - 2014年8月 柏レイソル
- 2014年8月 - 2016年 カタールSC
- 2016年 - 2017年 アル・ガラファ
- 2017年 - 2024年 江原FC
- 2024年6月 - 全北現代モータース

## 個人成績
| 国内大会個人成績 | 国内大会個人成績 | 国内大会個人成績 | 国内大会個人成績 | 国内大会個人成績 | 国内大会個人成績 | 国内大会個人成績 | 国内大会個人成績 | 国内大会個人成績 | 国内大会個人成績 | 国内大会個人成績 | 国内大会個人成績 |
| 年度             | クラブ           | 背番号           | リーグ           | リーグ戦         | リーグ戦         | リーグ杯         | リーグ杯         | オープン杯       | オープン杯       | 期間通算         | 期間通算         |
| 年度             | クラブ           | 背番号           | リーグ           | 出場             | 得点             | 出場             | 得点             | 出場             | 得点             | 出場             | 得点             |
| 日本             | 日本             | 日本             | 日本             | リーグ戦         | リーグ戦         | リーグ杯         | リーグ杯         | 天皇杯           | 天皇杯           | 期間通算         | 期間通算         |
| ---------------- | ---------------- | ---------------- | ---------------- | ---------------- | ---------------- | ---------------- | ---------------- | ---------------- | ---------------- | ---------------- | ---------------- |
| 2010             | 湘南             | 15               | J1               | 19               | 0                | 5                | 0                | 2                | 0                | 26               | 0                |
| 2011             | 湘南             | 15               | J2               | 30               | 0                | -                | -                | 2                | 0                | 32               | 0                |
| 2012             | 湘南             | 7                | J2               | 27               | 0                | -                | -                | 1                | 0                | 28               | 0                |
| 2013             | 湘南             | 7                | J1               | 30               | 0                | 2                | 0                | 0                | 0                | 32               | 0                |
| 2014             | 柏               | 8                | J1               | 9                | 0                | 2                | 0                | 1                | 0                | 12               | 0                |
| 通算             | 日本             | 日本             | J1               | 58               | 0                | 9                | 0                | 3                | 0                | 70               | 0                |
| 通算             | 日本             | 日本             | J2               | 57               | 0                | -                | -                | 3                | 0                | 60               | 0                |
| 総通算           | 総通算           | 総通算           | 総通算           | 115              | 0                | 9                | 0                | 6                | 0                | 130              | 0                |

## 代表歴
- 2007 - U-17韓国代表
- 2009 - U-20韓国代表候補
- 2012 - U-23韓国代表
- 2013 - 韓国代表
  - 2014 FIFAワールドカップ
  - AFCアジアカップ2015

### 試合数
- 国際Aマッチ 42試合（2013年-2017年）[10]

| 韓国代表 | 国際Aマッチ | 国際Aマッチ |
| 年       | 出場        | 得点        |
| -------- | ----------- | ----------- |
| 2013     | 7           | 0           |
| 2014     | 11          | 0           |
| 2015     | 13          | 0           |
| 2016     | 8           | 0           |
| 2017     | 3           | 0           |
| 通算     | 42          | 0           |